# Lachesis Tessera
Lachesis Tessera is een tessera op de planeet Venus. Lachesis Tessera werd in 1985 genoemd naar Lachesis, een van de drie Schikgodinnen uit de Griekse mythologie.
De tessera heeft een diameter van 664 kilometer en bevindt zich in het gelijknamige quadrangle Lachesis Tessera (V-18).